# ألعاب أمريكا الوسطى والكاريبي 2018
ألعاب أمريكا الوسطى والكاريبي 2018 عقدت الـ23 منها في بارانكيا، كولومبيا.

## رياضات
- ألعاب رياضية مائية
  -  سباحة متزامنة (7)
  -  غطس (10)
  -  السباحة في المياه المفتوحة (2)
  -  سباحة (رياضة) (40)
  -  كرة الماء (2)
- نبالة (10)
- ألعاب قوى (46)
- كرة ريشة (6)
- كرة القاعدة (1)
- كرة السلة (2)
  -  كرة السلة الثلاثيات (2)
- Volleyball (beach) (2)
- بولينج (10)
- ملاكمة (15)
- Canoeing (slalom) (9)
- ركوب الدراجات
  - بي إم إكس (2)
  - ركوب الدراجات الجبلية (2)
  - سباق الدراجات على الطريق (4)
  - سباق الدراجات على المضمار (19)
- فروسية (9)
- مبارزة السلاح (12)
- هوكي الحقل (2)
- كرة القدم (2)
- غولف (2)
- جمباز
  - جمباز فني (14)
  - جمباز إيقاعي (8)
  - جمباز القفز (3)
- كرة اليد (2)
- جودو (18)
- كاراتيه (12)
- الخماسي الحديث (5)
- Rackets (6)
- Roller sports (12)
- تجديف (11)
- اتحاد الرغبي (2)
- Sailing (7)
- رماية (33)
- إسكواتش (7)
- كرة لينة (2)
- كرة الطاولة (7)
- تايكوندو (21)
- كرة المضرب (7)
- سباق ثلاثي (5)
- Volleyball (indoor) (2)
- رفع أثقال (32)
- مصارعة (18)

## جدول الميداليات
الدولة المضيفة (كولومبيا)
| الترتيب  | منتخب                  | ذهبية | فضية | برونزية | المجموع |
| -------- | ---------------------- | ----- | ---- | ------- | ------- |
| 1        | المكسيك                | 132   | 118  | 91      | 341     |
| 2        | كوبا                   | 102   | 72   | 68      | 242     |
| 3        | كولومبيا               | 79    | 94   | 97      | 270     |
| 4        | فنزويلا                | 34    | 48   | 73      | 155     |
| 5        | جمهورية الدومينيكان    | 25    | 29   | 53      | 107     |
| 6        | غواتيمالا              | 21    | 22   | 41      | 84      |
| 7        | بورتوريكو              | 20    | 29   | 38      | 87      |
| 8        | جامايكا                | 12    | 4    | 11      | 27      |
| 9        | ترينيداد وتوباغو       | 9     | 8    | 13      | 30      |
| 10       | جزر البهاما            | 4     | 2    | 1       | 7       |
| 11       | بنما                   | 3     | 5    | 5       | 13      |
| 12       | السلفادور              | 2     | 5    | 11      | 18      |
| 13       | أروبا                  | 2     | 1    | 6       | 9       |
| 14       | باربادوس               | 2     | 0    | 4       | 6       |
| 15       | كوستاريكا              | 1     | 6    | 19      | 26      |
| 16       | جزر العذراء البريطانية | 1     | 1    | 1       | 3       |
| 17       | سورينام                | 1     | 0    | 1       | 2       |
| 18       | سانت لوسيا             | 1     | 0    | 0       | 1       |
| 19       | برمودا                 | 0     | 2    | 1       | 3       |
| 20       | هندوراس                | 0     | 1    | 5       | 6       |
| 21       | سانت كيتس ونيفيس       | 0     | 1    | 1       | 2       |
| 22       | غرينادا                | 0     | 1    | 0       | 1       |
| 22       | هايتي                  | 0     | 1    | 0       | 1       |
| 24       | نيكاراغوا              | 0     | 0    | 9       | 9       |
| 25       | جزر كايمان             | 0     | 0    | 3       | 3       |
| 26       | أنتيغوا وباربودا       | 0     | 0    | 1       | 1       |
| 26       | جوادلوب                | 0     | 0    | 1       | 1       |
| 26       | غيانا                  | 0     | 0    | 1       | 1       |
| 26       | جزر العذراء الأمريكية  | 0     | 0    | 1       | 1       |
| 26       | مارتينيك               | 0     | 0    | 1       | 1       |
| الإجمالي | الإجمالي               | 451   | 450  | 557     | 1458    |

## البلدان
الدول ال 37 التالية سوف تشارك. وستشارك ستة أقاليم من البلدان الأوروبية للمرة الأولى في ألعاب أمريكا الوسطى ومنطقة البحر الكاريبي، حيث توصلت ODACABE إلى اتفاق مع البلدان التالية: أقاليم ما وراء البحار وهي غوادلوب ومارتينيك وغويانا الفرنسية، وأقاليم ما وراء البحار البريطانية وهي جزر توركس وكايكوس، وجزر المملكة الهولندية الكاريبية كوراساو وسانت مارتن.
تمثل الأرقام الموجودة بين قوسين عدد الرياضيين الذين تم إدخالهم.
| الدول المشاركة | الدول المشاركة | الدول المشاركة | الدول المشاركة |
| --- | --- | --- | -------------- |
| - أنتيغوا وباربودا - أروبا - جزر البهاما - باربادوس - بليز - برمودا - جزر العذراء البريطانية - جزر كايمان - كولومبيا (المضيف) - كوستاريكا - كوبا - كوراساو - دومينيكا | - جمهورية الدومينيكان - السلفادور - غويانا الفرنسية - غرينادا - جوادلوب - غواتيمالا - غيانا - هايتي - هندوراس - جامايكا - مارتينيك - المكسيك - نيكاراغوا | - بنما - بورتوريكو - سانت كيتس ونيفيس - سانت لوسيا - سانت فينسنت والغرينادين - سينت مارتن - سورينام - ترينيداد وتوباغو - جزر توركس وكايكوس - جزر العذراء الأمريكية - فنزويلا |                |